# ITunes Live from London (EP de Demi Lovato)
ITunes Live from London es el primer EP de la cantante Demi Lovato. Fue lanzado el 17 de mayo de 2009 con el sello discográfico de Hollywood Records. Este EP fue puesto a la venta en la iTunes Store poco antes de ser lanzado su segundo álbum Here We Go Again.

## Historia
Este EP fue grabado el miércoles 22 de abril de 2009 en la ITunes Store de Londres, Reino Unido. Demi presenció el público de Londres al interpretar canciones de su álbum debut Don't Forget, este concierto era para una audiencia muy especial ganadora de un concurso. "El espectáculo en vivo exclusivo, será interpretado y grabado y el conjunto de canciones estarán disponibles para su descarga en ITunes a principios del mes de mayo": Según My Space de Demi Lovato.

## Lista de canciones
| N.º | Título               | Escritor(es) | Duración |  |
| 1.  | «La La Land»         |              | 3:57     |  |
| 2.  | «Behind Enemy Lines» |              | 2:52     |  |
| 3.  | «Don't Forget»       |              | 3:45     |  |
| 4.  | «Trainwreck»         |              | 3:18     |  |
| 5.  | «Get Back»           |              | 4:03     |  |

## Historial de lanzamientos
| País          | Fecha de lanzamiento | Formato          | Ref.   |
| ------------- | -------------------- | ---------------- | ------ |
| Alemania      | 17 de mayo de 2009   | Descarga digital | [ 3 ]  |
| Dinamarca     | 17 de mayo de 2009   | Descarga digital | [ 4 ]  |
| España        | 17 de mayo de 2009   | Descarga digital | [ 2 ]  |
| Finlandia     | 17 de mayo de 2009   | Descarga digital | [ 5 ]  |
| Noruega       | 17 de mayo de 2009   | Descarga digital | [ 6 ]  |
| Nueva Zelanda | 17 de mayo de 2009   | Descarga digital | [ 7 ]  |
| Países Bajos  | 17 de mayo de 2009   | Descarga digital | [ 8 ]  |
| Portugal      | 17 de mayo de 2009   | Descarga digital | [ 9 ]  |
| Reino Unido   | 17 de mayo de 2009   | Descarga digital | [ 10 ] |
| Suecia        | 17 de mayo de 2009   | Descarga digital | [ 11 ] |